# Catenulaster anacardiicola
Catenulaster anacardiicola är en svampart som beskrevs av Bat. & C.A.A. Costa 1959. Catenulaster anacardiicola ingår i släktet Catenulaster, divisionen sporsäcksvampar och riket svampar.   Inga underarter finns listade i Catalogue of Life.